# Леменьга (деревня)
Леменьга — деревня в Вельском районе Архангельской области. Входит в состав Муниципального образования «Липовское».

## География
Деревня расположена в 98 км на северо-запад от Вельска, на левом берегу реки Пуя в месте впадения в неё реки Леменьга, от которой деревня и получила своё название. Ближайшими населёнными пунктами являются: на западе деревня Залеменьга и деревня Малая Липовка, являющаяся центром муниципального образования.
Часовой пояс
Леменьга, как и вся Архангельская область, находится в часовой зоне МСК (московское время). Смещение применяемого времени относительно UTC составляет +3:00.

## Население
| 2002 | 2010 | 2012 | 2014 |
| ---- | ---- | ---- | ---- |
| 18   | ↘14  | ↘13  | ↘8   |

## История
Указана в «Списке населённых мест по сведениям 1859 года» в составе Шенкурского уезда Архангельской губернии под номером «2120» как «Леменга». Насчитывала 8 дворов, 82 жителя мужского пола и 76 женского.
В «Списке населенных мест Архангельской губернии на 1 мая 1922 года» в деревне уже 41 двор, 90 мужчин и 139 женщин.

## Инфраструктура
В непосредственной близости от деревни проходит автодорога регионального значения «Долматово — Няндома — Каргополь» (Р2).

## Религиозные сооружения
Церковь Рождества Иоанна Предтечи Объект культурного наследия № 2900001040  — деревянная церковь, обшитая тёсом, построенная в 1899 г. По конструкции четверик с прямоугольным алтарём, с трапезной и с колокольней. Закрыта до 1930 г. и использовалась как школа, а в 1950—1960 годах использовалась в качестве склада. В настоящий момент не действует, разрушается.

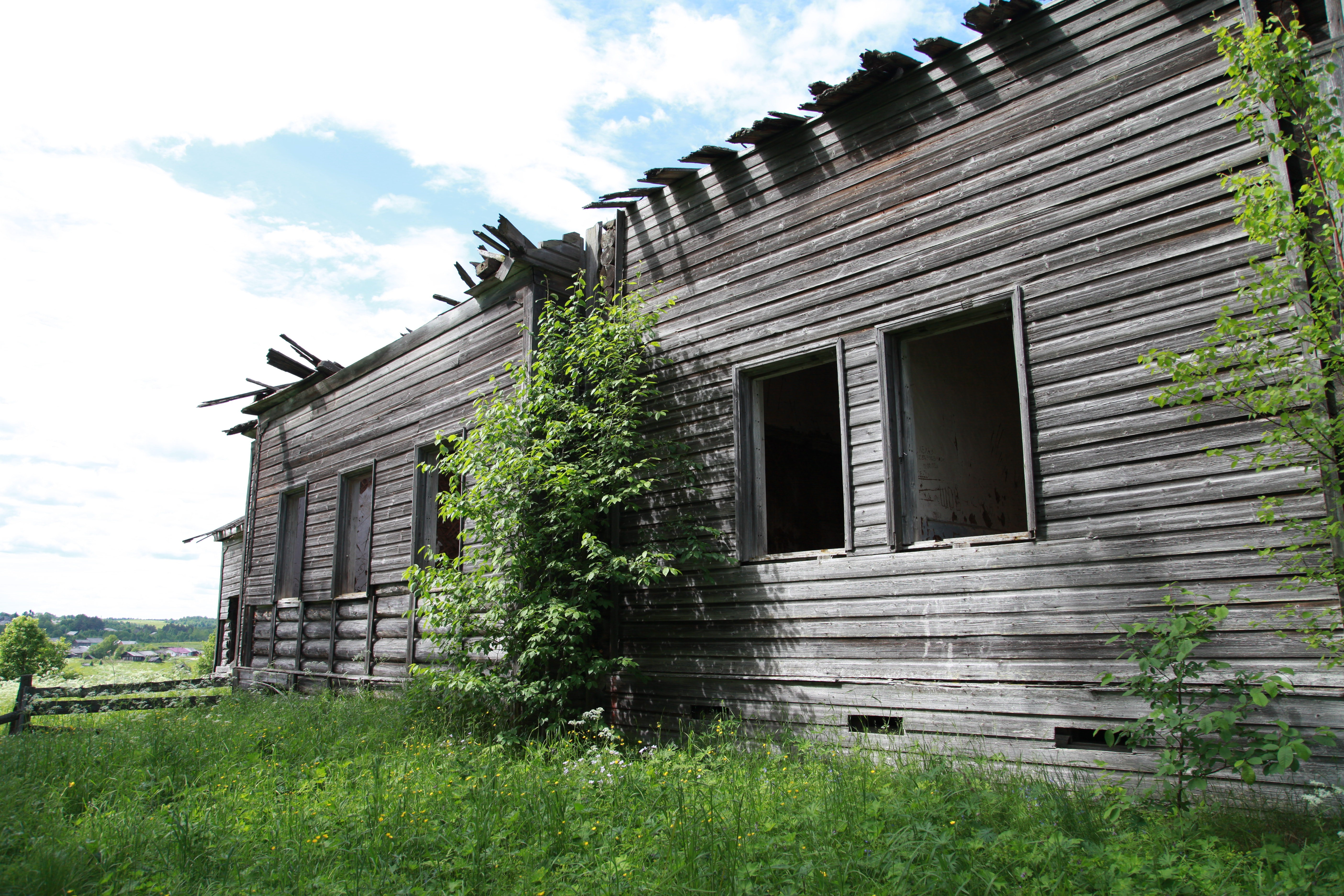
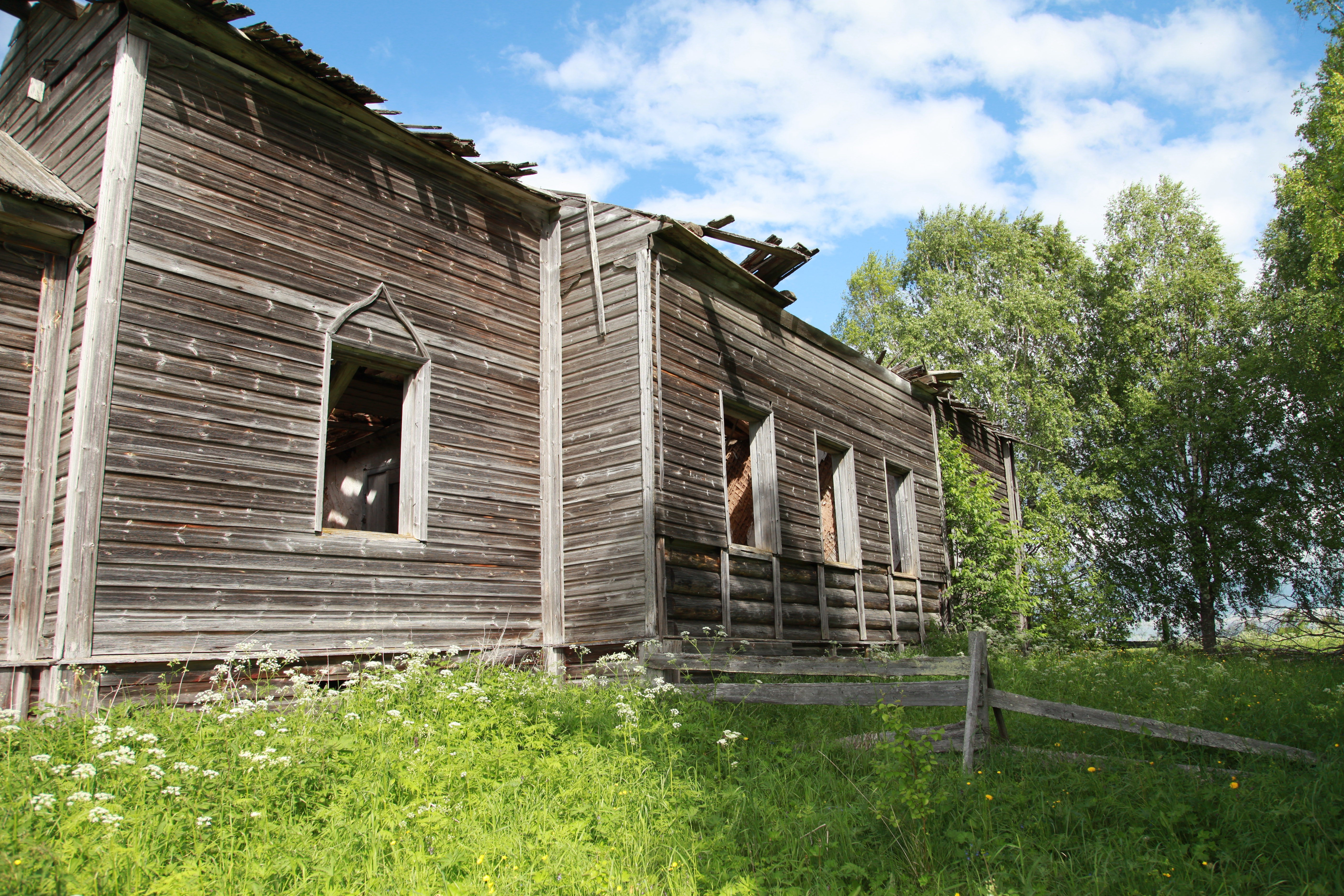
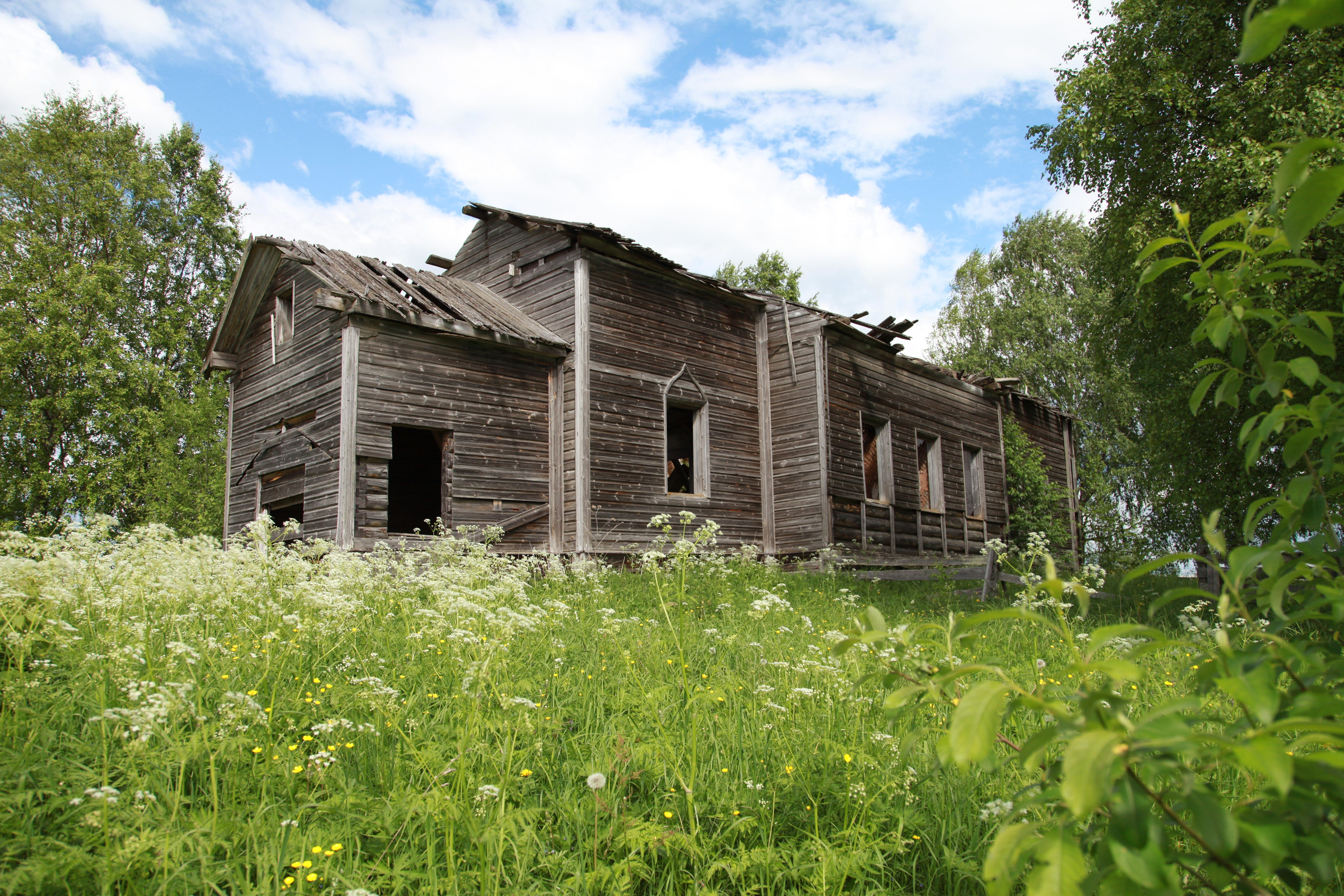
Вид церкви в 2017 году